# پالو (آیووا)
پالو (به انگلیسی: Palo) شهری در ایالت آیووا کشور ایالات متحده آمریکا است که جمعیت آن در سرشماری سال ۲۰۱۰ میلادی، ۱٬۰۲۶ نفر بوده‌است.